# إدموند روبرتس
إدموند روبرتس (بالإنجليزية: Edmund Roberts) هو دبلوماسي أمريكي، ولد في 29 يونيو 1784 في بورتسموث في الولايات المتحدة، وتوفي في 12 يونيو 1836 في ماكاو في الصين بسبب زحار.